# Monumento a Cristo Rey (Cali)
Cristo Rey es una estatua de 26 metros de altura ubicada en el Cerro los Cristales, a 1440 m s. n. m. en el corregimiento Los Andes, al occidente de la ciudad de Santiago de Cali, Colombia. El cerro recibe ese nombre debido a la gran cantidad de cuarzos que podían recogerse en sus alrededores. 
En conmemoración de los cincuenta años tras el final de la Guerra de los Mil Días, el domingo 25 de octubre de 1953 se inauguró en su cima una imagen de Cristo, de hierro y hormigón, con una masa de 464 toneladas y una altura de 26 metros, de los que 5 m pertenecen al pedestal.

## Historia
El sacerdote jesuita José María Arteaga le había encargado al artista palmirano Gerardo Navia Carvajal la construcción de la estatua, pero este solo llegó a realizar una maqueta y luego abandonó el proyecto.
El padre Arteaga se presentó con la maqueta en el taller de Alideo Tazzioli Fontanini, escultor italiano de Pietrasanta, quien luego de sus estudios en la Universidad de Carrara había decidido seguir los pasos de su hermano mayor Adelindo, arquitecto y calculista, dueño de una marmolería en Barranquilla. Al ver la maqueta, Alideo dijo: “Yo no hago arreglos a las obras de otro artista, yo le hago una nueva maqueta”.
Alideo decidió aceptar el encargo y movió su taller al barrio San Antonio. Cuando la nueva maqueta estuvo terminada, su hermano Adelindo realizó los cálculos correspondientes. La obra en el cerro comenzó con la plataforma de cemento, y una vez que estuvo lista, se construyó un enorme andamiaje de madera. Alideo iba diariamente a supervisar los trabajos, que progresaban al ritmo que el padre Arteaga y sus boy-scout podían conseguir el dinero; las asambleas de la mayoría de los departamentos ayudaron en la financiación.
Luego de cerca de cuatro años de trabajos, finalmente terminaron las obras. El Boletín de Noticias de la Compañía de Jesús publicó esta nota:

El domingo 25 de octubre de 1953 se tuvo la bendición solemne de la grandiosa estatua de Jesucristo Rey en Cerro de los Cristales. Ante una multitud de cerca de 30.000 personas, según los cálculos periodísticos, ofreció la misa Monseñor Caicedo Téllez, Obispo de Cali. Después de la misa bendijo la estatua el señor Obispo y tuvo su discurso el reverendo padre Emilio Arango, venido de Bogotá con ese fin. Luego el Comandante de la Tercera Brigada, Coronel Deogracias Fonseca, consagró la República en nombre del Presidente al sagrado Corazón de Jesús. Después de él, el Gobernador, el Alcalde y el Señor Obispo consagraron en bellas formulas al mismo Divino Corazón, el Departamento del Valle, la Ciudad de Cali y la Diócesis respectivamente. En los momentos mas solemnes y un grupo de soldados del Batallón Pichincha hizo en honor de Jesucristo varias salvas de fusilería. Las festividades estuvieron amenizadas por la banda departamental y los coros del Conservatorio. En la guarda del orden, durante los festejos, actuó eficazmente un grupo de policía, los bomberos de la ciudad y los Scouts del Colegio Berchmans. Todo el acto fue transmitido por la Radio del Pacifico. Tanto el padre Arteaga, promotor de la obra, como el escultor A. Tazzioli, han sido muy felicitados por la ciudadanía por lo gigantesco y artístico del monumento. Su costo total fue de 170.000 pesos . Desde cualquier punto de Cali se divisa, recortada contra la muralla de los Farallones y sobre su gran pedestal del Cerro de los Cristales, la silueta grandiosa del Jesucristo Rey con sus brazos extendidos.

A partir de 2024 se realizaron obras de remodelación convirtiéndolo en el Parque Integral Cristo Rey incluyendo seis miradores, instalaciones para la subida de personas con la movilidad reducida.

## Turismo
Se sube por la avenida Circunvalar, entrando a la altura del CAI de Los Cristales. La vía de acceso es la Vía a Cristo Rey, una carretera lleva hasta el pedestal de Cristo Rey, que recibe con los brazos abiertos a los visitantes.
Hasta allí se puede llegar en compañía de la Policía, luego de acercarse al CAI que está ubicado en el cruce de la avenida Circunvalar, o al puesto de la 'Y' hacia Yanaconas.
La entrada al monumento de Cristo Rey es gratuita con registro previo ante el Departamento Administrativo de Gestión del Medio Ambiente del Ayuntamiento de Cali. Hay vigilancia policiaca de 8:00 a. m. a 11:00 p. m. Tiene capilla, restaurante y parqueadero, entre otros. 
La escultura es visitada al año por 290 650 turistas  de Colombia y extranjeros.

### Esculturas de Carlos Andrés Gómez

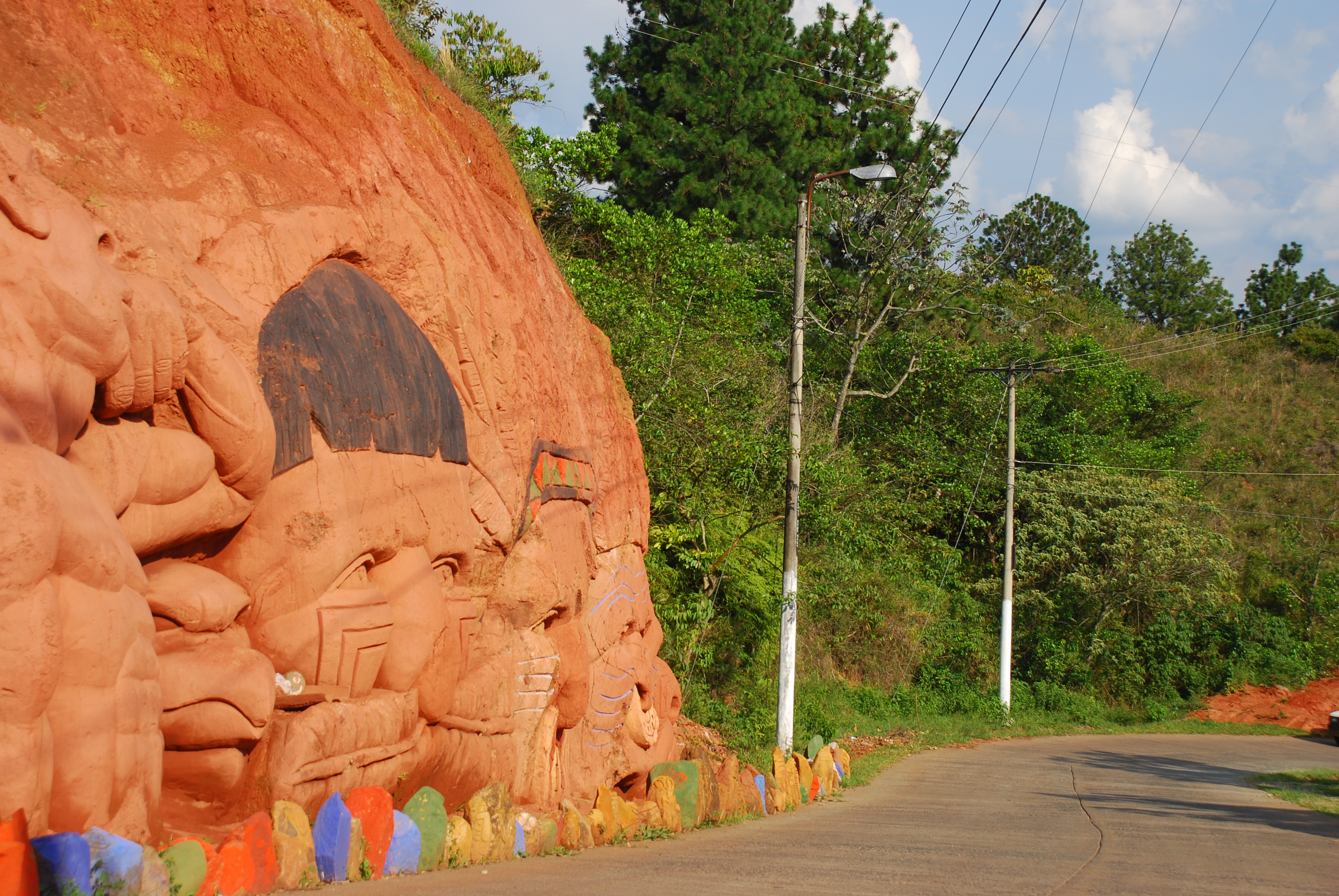
Obra de Carlos Andrés Gómez, el artista del Barranquismo. En la vía a Cristo Rey.

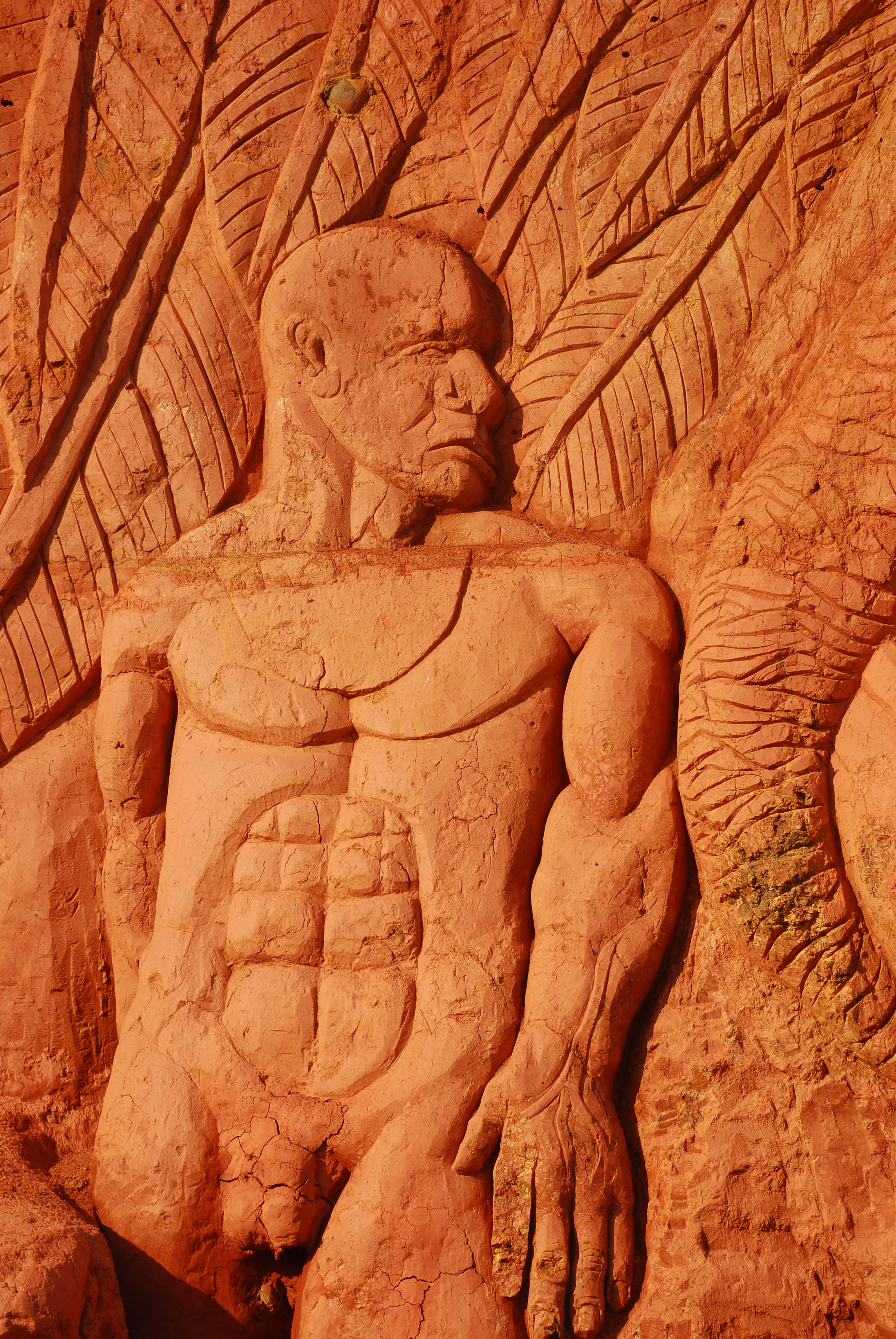
Barranquismo.

A medida que se asciende por el cerro se puede contemplar la obra del artista del geoglifo Carlos Andrés Gómez, quien desde el 2011 esculpió su obra sobre 34 barrancos que hay en plena vía. En el primer barranco esculpió La existencia, como homenaje a la vida y al hombre; en el segundo, el Lamento de la Pacha Mama, como una protesta de la naturaleza por los daños que el hombre ha causado al medio ambiente; en el tercero le dio vida a El Gólgota, para acompañar la peregrinación que hacen los fieles en Semana Santa. En el cuarto barranco se encuentra El jardín del Edén.
Las figuras moldeadas con cemento y barro van desde los 50 centímetros hasta los 5 metros de altura y se extienden a lo largo de cinco kilómetros.